# Nastapoka
Nastapoka je řeka v Kanadě (provincie Québec). Je dlouhá 402 km a její povodí zaujímá plochu okolo 13 400 km². Vytéká z jezera Lacs des Loups Marins na poloostrově Labrador a teče západním směrem. Vlévá se do Hudsonova zálivu nedaleko vesnice Umiujaq. Při jejím ústí leží souostroví Îles Nastapoka. Zdejší pobřeží je pro svůj neobvykle pravidelný tvar známé jako oblouk Nastapoka.
Řeka vytváří mnoho peřejí a vodopádů a je oblíbenou destinací pro rekreační vodáky. Název řeky znamená v jazyce Kríů „místo zabitých sobů“, což souvisí s příkrými skalisky na březích. Na dolním toku byl vyhlášen národní park Tursujuq. Na řece se chytá losos obecný.